# На далеких берегах
«На далеких берегах» (азерб. «Uzaq sahillərdə») — радянський художній фільм 1958 року за мотивами однойменної повісті Гасана Сеїдбейлі і Імрана Касумова «На далеких берегах».

## Сюжет
Фільм знятий за мотивами однойменної повісті Гасана Сеїдбейлі і Імрана Касумова «На далеких берегах». Картина оповідає про подвиги радянського партизана і розвідника, учасника руху Опору проти фашизму азербайджанця Мехті Гусейн-заде, що воював у партизанському загоні в Італії під час Другої світової війни.

## У ролях
- Нодар Шашик-огли —  Мехті Гусейн-заде (Михайло)
- Юрій Боголюбов —  Веселін
- Агнія Єлекоєва —  Анжеліка
- Алескер Алекперов —  Ферреро  (озвучив  Микола Боголюбов)
- Лев Бордуков —  Карранті
- Андрій Файт —  Мазеллі
- Григорій Шпігель —  Шульц
- Микола Боголюбов —  Тінті
- Аділь Іскендеров —  Росселліні  (озвучив  Віктор Хохряков)
- Марія Фігнер —  Пепітта
- Костянтин Адамов — епізод
- Л. Грубер — епізод
- Салман Дадашев — епізод
- Лідія Драновська —  радистка
- Вальдемар Зандберг — епізод
- Костянтин Мякішев — епізод
- Талят Рахманов — епізод
- Анатолій Фалькович —  патрульний
- Борис Чинкін —  Сергій Любимов
- Сергій Юртайкин —  югослав
- Ян Янакієв —  партизан-француз Анрі
- Гаджимурад Ягізаров —  партизан

## Знімальна група
- Сценаристи:
  - Імран Касумов
  - Гасан Сеїдбейлі
- Режисер-постановник: Тофік Тагі-заде
- Оператор-постановник: Алі-Саттар Атакишиєв
- Художники: Джебраїль Азімов, Кяміль Наджафзаде
- Композитор: Кара Караєв
- Звукооператор: Агагусейн Керімов
- Текст пісень: Євген Долматовський
- Режисер: Руфат Шабанов
- Оператор: Расім Оджагов
  - Комбіновані зйомки: художник — Мірза Рафієв, оператор — Сергій Ключевський
- Директор: Теймур Усейнов
- Диригент: Ніязі